# Массовые убийства в Хуле
Массовые убийства в Хуле — эпизод гражданской войны в Сирии, в ходе которого произошло массовое убийство гражданского населения. Данный эпизод вызвал резкую критику со стороны ООН.
15 августа 2012 года комиссия ООН возложила ответственность за резню в Хуле на правительственные войска и проправительственные отряды «Шабиха».

## Развитие событий
Об этой трагедии с самого начала стали поступать противоречивые сведения.
Первоначально агентство «Рейтер» со ссылкой на организацию «Сирийский центр мониторинга за соблюдением прав человека», объективность и достоверность информации которой подвергается сомнению, сообщило, что в городке Ху́ла (38 тыс. жителей, расположен к северу от Хомса) 25—26 мая 2012 сирийская армия «открыла огонь по протестующим», в результате чего погибли 50 человек, в том числе 13 детей. В ходе завязавшегося боя были убиты несколько военных и уничтожены пять танков правительственных сил.
Агентство «Франс Пресс» также со ссылкой на «Сирийский центр мониторинга за соблюдением прав человека» сообщало, что многочисленные жертвы (92 человека, из которых было 32 ребёнка) были вызваны артобстрелом города правительственными войсками.
Однако затем представитель Управления Верховного комиссара ООН по правам человека Руперт Колвилл заявил, что, в действительности, непосредственно от обстрела правительственными войсками погибли менее 20 человек. Остальные же были казнены при помощи огнестрельного и холодного оружия.
Наблюдатели ООН также указали, что, по словам местных жителей, к резне причастны военизированные отряды «Шабиха», действующие на стороне правительства. Однако, свидетели, опрошенные правозащитной организацией Хьюман Райтс Вотч, не смогли подтвердить или опровергнуть эту информацию, подтвердив только, что это были сторонники Асада.
Би-би-си сообщило, что «большинство опрошенных» свидетелей в районе контролируемом боевиками оппозиции, включая выживших после бойни, рассказали, что лояльные правительству силы входили в их дома и убивали членов их семей.
Правительство Сирии отвергло свою причастность к массовым убийствам. Специальная правительственная комиссия пришла к выводу о непричастности правительственных сил к событиям. 
Репортаж Марата Мусина из Сирии был показан на телеканале Россия-24.
Эта информация подтверждается немецким изданием Frankfurter Allgemeine Zeitung, по сообщению которого семьи убитых в городке Аль-Хула принадлежат к лояльной властям алавитской ветви ислама. В результатах официального расследования сирийских властей на этот факт не было обращено внимания из-за боязни дальнейшего разжигания религиозной розни. Кроме того, в той же статье сообщается, что среди убитых родственники депутата сирийского парламента.
В ответ на сообщения в Frankfurter Allgemeine Zeitung на сайте Аль-Аям было опубликовано письмо от имени оппозиционных активистов из Хулы. В нём дается гневная отповедь журналистам немецкого издания. Кроме того, оппозиционеры заявляют, что с ними представители Frankfurter Allgemeine Zeitung в контакт не вступали, и что все погибшие были суннитами. Они ссылаются на то, что запечатленный на видео ритуал похорон жертв был суннитским.
1 июня Совет по правам человека ООН принял резолюцию о независимом расследовании трагедии. В поддержку резолюции проголосовал 41 из 47 членов совета, против — 3 (Россия, Китай, Куба).
Комиссия ООН по правам человека в Сирии под руководством бразильца Паулу Пинейру, созданная в сентябре 2011 года, первоначально не смогла точно определить лиц, виновных в массовом убийстве в Хуле. 27 июня Пинейру заявил, что правительственная армия Сирии «могла быть причастна к множеству смертей» в этом городе.

## Итоги расследований
- В заключении  комиссии ООН от 15 августа 2012 года говорится о том, что убийства в Хуле совершили правительственные войска Сирии и проправительственные отряды «Шабиха»[2].
- По результатам проведенного сирийскими властями расследования, которые были оглашены 31 мая 2012 года, преступление было хорошо спланированной акцией боевиков с целью срыва усилий по политическому урегулированию сирийского кризиса, подведения ситуации в Сирии к новому витку кровавого насилия[17].По результатам расследования установлено, что около 600—800 вооруженных боевиков предприняли скоординированное нападение на позиции армии и сил безопасности, которые располагались в районе поселка Хула. В ходе столкновения вооруженных боевиков с армией последняя не покидала своих позиций, а среди жертв бойни в Хуле не было людей, погибших в результате артобстрела. Все жертвы были членами семей, отказавшихся поддерживать вооруженное сопротивление и находившихся в конфликте с боевиками[18].

## Реакция
- ООН — Генеральный секретарь ООН Пан Ги Мун и спецпосланник по урегулированию ситуации в Сирии Кофи Аннан осудили факт обстрела сирийской армией города Хула, расположенного в провинции Хомс, в результате которого, по данным правозащитных организаций, погибли мирные граждане, в том числе дети[19].
- Россия — По словам официального представителя Министерства иностранных дел Российской Федерации (МИД России) Александра Лукашевича, к трагедии в Хуле привели финансовая помощь и контрабандные поставки вооружений боевикам, а также заигрывание с разного рода экстремистами. Лукашевич напомнил, что Россия уже неоднократно обращала внимание на реальные причины, мешающие имплементации плана Аннана в Сирии[17].
- США — Госсекретарь США Хиллари Клинтон пообещала, что США приложат усилия для оказания давления на Асада и его сторонников.[19]